# 汪國成
汪國成，JP（1954年—），首位香港護士獲得講座教授職銜，同時持有哲學博士學位、護理教育文憑、社會學教育學士學位、電腦教育深造文憑及理學碩士（資訊科技）學位。，2011年擔任東華學院校長，於2012年10月以個人健康理由向校董會請辭，並獲接納。現為能仁專上學院署理校長，任內斥巨資辦理護理相關學科，其課程雖已獲學審局評審通過，可惜護士管理局仍然否決該課程的認證。

## 個人生平
汪國成出生於廣東省大埔縣，在香港長大，於澳洲完成學士學位課程，其後到英國格拉斯哥喀裏多尼亞大學完成哲學博士學位。
完成學業後，汪國成回港發展，他對護理有極深造詣，擅長醫護訊息技術運用，是香港護理教育大學化開創者之一。早年積極推動本土護士學位化發展，先後擔任香港理工大學醫療及社會科學院院長、專業及持續教育學院院長、護理學院講座教授等職位，2008年獲香港教育學院聘任為文理學院院長，但短短半年間即回巢香港理工大學，晉升為香港理工大學副校長。
2011年獲東華三院邀請，出任新成立專上院校東華學院之創校校長，於2012年10月以個人健康理由向校董會請辭，並獲接納。
據悉汪校長辭職一事，不是表面的健康原因，而且一度被挽留，離職真正原因涉及東華三院的管治混亂及主席權鬥 。

## 公職
汪國成先後出任多項公職，包括:
- 香港護士管理局主席
- 香港醫院管理局委員
- 香港集思會顧問
- 國際護理榮譽學會知識促進董事會成員
- 人體器官移植委員會副主席
- 香港紅十字會輔助醫療教育顧問委員會委員
- 世界衞生组織西太平洋區衞生研究顧問委員會委員

## 獎項及榮譽
- 1991年，十大傑出青年
- 2002年，亞太資訊及通訊科技大獎 (醫療及健康項目)
- 2003年，理工大學校長特設卓越表現／成就獎（服務）
- 2005年，理大傑出團隊表現成就獎
- 2007年，第三十五屆國際發明及創新技術與產品展覽評審團大獎及金獎
- 2007年，太平紳士